# Zuzana Hasillová
Zuzana Hasillová (* 9. August 1982 in Nitra) ist eine ehemalige slowakische Biathletin.
Zuzana Hasillová lebt und trainiert in Brezno. Sie startete für Klub biatlonu Osrblie und wurde von Milan Gašpercík trainiert. 1998 begann sie mit dem Biathlonsport und gehörte seit 2000 dem slowakischen Nationalkader an. Sie bestritt ihre ersten internationalen Rennen im Rahmen der Biathlon-Juniorenweltmeisterschaften 1999 in Pokljuka, wo sie 53. des Einzels, 58. des Sprints und mit Petra Slezáková und Miroslava Valusiaková Elfte im Staffelrennen wurde. 2000 wollte sie zunächst bei den Juniorinnenrennen der Europameisterschaften in Kościelisko starten, trat dann aber nicht an. 2001 nahm sie in Chanty-Mansijsk erneut an der Junioren-WM teil und wurde 34. des Einzels, 35. des Sprints, 43. der Verfolgung und Siebte mit der Staffel. 2002 erreichte Hasillová in Ridnaun die Plätze 49 im Einzel, 31 im Sprint und 42 in der Verfolgung. Sehr erfolgreich verlief die Teilnahme an den kurz danach stattfindenden Juniorinnenrennen der Biathlon-Europameisterschaften 2002 in Kontiolahti. Hasillová wurde Neunte des Einzels und gewann in Sprint und Verfolgung hinter Magda Rezlerová die Silbermedaillen. Letztmals bei Biathlon-Juniorenweltmeisterschaften startete die Slowakin 2003 in Kościelisko, bei denen sie 16. des Einzels, 43. des Sprints, 25. der Verfolgung und mit Monika Poliaková und Jana Gereková Achte des Staffelrennens wurde. Bei den Juniorinnenrennen der kurz darauf stattfindenden Biathlon-Europameisterschaften 2003 in Forni Avoltri erreichte Hasillová Platz 21 im Einzel, 20 im Sprint und 14 im Verfolgungsrennen.
Hasillová gab ihr Debüt bei den Frauen zum Auftakt der Saison 2002/03 im Biathlon-Weltcup und wurde bei ihrem ersten Sprint 76. in Östersund sowie mit Marcela Pavkovčeková, Anna Murínová und Soňa Mihoková Staffel-Achte. In Östersund und Osrblie erreichte sie im weiteren Saisonverlauf in derselben Staffelbesetzung zweimal sechste Ränge. Erstes Großereignis bei den Frauen wurden die Biathlon-Weltmeisterschaften 2003 in Chanty-Mansijsk. Hasillová startete im Einzel, beendete dieses Rennen aber nicht. Höhepunkt der nächsten Saison wurden die Biathlon-Weltmeisterschaften 2004 in Oberhof, wo sie mit Platz 41 im Sprint und 38 im Verfolgungsrennen ihre besten Weltcup-Einzelergebnisse erreichte und zudem 56. des Einzels und mit Mihoková, Slezáková und Pavkovčeková 15. im Staffelrennen wurde. Es folgten die Biathlon-Europameisterschaften 2004 in Minsk, bei denen die Slowakin 35. des Sprints und 32. der Verfolgung sowie mit Pavkovčeková, Gereková und Slezáková Siebte mit der Staffel wurde. Im weiteren Jahresverlauf nahm sie auch an den Sommerbiathlon-Weltmeisterschaften 2004 in Osrblie teil und wurde Vierte in Sprint und Massenstart und gewann mit Murínová, Slezáková und Mihoková im Staffelrennen hinter Weißrussland und Russland die Bronzemedaille. Ihre letzte internationale Meisterschaft waren die Biathlon-Europameisterschaften 2005 in Nowosibirsk. Im Einzel verpasste sie als Viertplatzierte hinter Anna Bogali knapp eine Medaille, auch mit der Staffel war sie als Fünftplatzierte mit Martina Halinárová, Jana Gereková und Petra Slezáková in der Nähe der Medaillen. Im Sprint wurde sie 19., im Verfolgungsrennen 13. Nach der Saison 2006/07 beendete sie ihre internationale Karriere.

## Biathlon-Weltcup-Platzierungen
Die Tabelle zeigt alle Platzierungen (je nach Austragungsjahr einschließlich Olympische Spiele und Weltmeisterschaften).
- 1.–3. Platz: Anzahl der Podiumsplatzierungen
- Top 10: Anzahl der Platzierungen unter den ersten zehn (einschließlich Podium)
- Punkteränge: Anzahl der Platzierungen innerhalb der Punkteränge (einschließlich Podium und Top 10)
- Starts: Anzahl gelaufener Rennen in der jeweiligen Disziplin

| Platzierung         | Einzel | Sprint | Verfolgung | Massenstart | Staffel | Gesamt |
| ------------------- | ------ | ------ | ---------- | ----------- | ------- | ------ |
| 1. Platz            |        |        |            |             |         |        |
| 2. Platz            |        |        |            |             |         |        |
| 3. Platz            |        |        |            |             |         |        |
| Top 10              |        |        |            |             | 4       | 4      |
| Punkteränge         |        |        |            |             | 7       | 7      |
| Starts              | 5      | 20     | 4          |             | 8       | 37     |
| Stand: Karriereende |        |        |            |             |         |        |